# 도시마구립 가나메 소학교
도시마구립 가나메 소학교(일본어: 豊島区立要小学校)는 도쿄도 도시마구에 있는 공립 초등학교이다.

## 교육 목표
- 건강하고 씩씩한 아이(健康で、たくましい子)
- 배려의 마음을 가지고 협력하는 아이(思いやりの心をもち、協力する子)
- 잘 생각하고 스스로 배우는 아이(よく考え、進んで学ぶ子)

## 연혁
- 1999년 4월 1일 - 가나메쵸 초등학교와 구 헤이와 초등학교가 통합, 가나메 초등학교라는 이름으로 개교, 학급 수 14학급 아동 수 337명, 초대 이케다 루이코 교장 취임.
- 1999년 4월 6일 - 개교식을 거행

## 학교명의 유래
"가나메"는 본교가 속한 지명이며 지역 커뮤니티에서 가나메(필요)하고 도시마 구의 초등학교에서 가나메(필요)한 존재가 될 수 있게 해달라는 의미에서 붙여졌다.